# Шешурино
Шешурино (рос. Шешурино) — присілок в Торопецькому районі Тверської області Російської Федерації.
Населення становить 28 осіб. Входить до складу муніципального утворення Пожинське сільське поселення.

## Історія
Від 2005 року входить до складу муніципального утворення Пожинське сільське поселення.

## Населення
| 1996 | 2010 |
| ---- | ---- |
| 37   | ↘28  |